# FC Dinamo Moskou

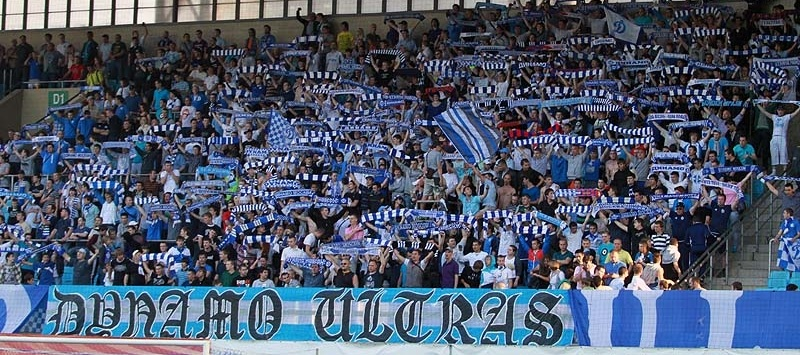
Fans van Dinamo Moskou

Dinamo Moskou (Russisch: Динамо Москва) is een voetbalclub uit Moskou.
Dinamo Moskou is een van de grotere clubs in Rusland. Het was tevens de eerste club uit de voormalige Sovjet-Unie die in de finale kwam van een Europese bekercompetitie (Europacup II). De laatste titel werd echter in 1976 behaald, daarna moest de club van op de zijlijn toekijken. In de Sovjet-Unie was het na FC Dynamo Kiev en Spartak Moskou de succesvolste club.
Tot 2009 speelde Dinamo Moskou in het Dinamostadion. In 2009 verhuisde de club tijdelijk naar de Arena Chimki. Sinds 2019 speelt het in het nieuwe stadion, de VTB Arena.
Op 19 juni 2015 maakte de UEFA bekend dat Dinamo Moskou de financiële regels had overtreden en daarom werd uitgesloten van deelname aan de UEFA Europa League 2015/16. De club gaf in het seizoen 2014/15 meer geld uit dan er binnenkwam. Dinamo, geëindigd als vierde in de Russische competitie, ging in beroep tegen het besluit. Roebin Kazan kreeg de plaats van Dinamo toegewezen in de derde voorrondes van de Europa League. Dinamo Moskou werd in het seizoen 2015/16 vijftiende van de zestien clubs in de Premjer-Liga en degradeerde daarmee voor het eerst in het clubbestaan uit de hoogste divisie. De club keerde na één seizoen terug.

## Erelijst
- Sovjet-landskampioen

1936 (voorjaar), 1937, 1940, 1945, 1949, 1954, 1955, 1957, 1959, 1963, 1976 (voorjaar)
- USSR Cup

Winnaar: 1937, 1953, 1967, 1970, 1977, 1984
- USSR Supercup

Winnaar: 1977
Finalist: 1945, 1949, 1950, 1955, 1979
- Beker van Rusland

Winnaar: 1995
Finalist: 1997, 1999, 2012
- Europacup II

Finalist: 1972

## Eindklasseringen (grafisch) vanaf 1992
| 3 |

| 3 |

| 2 |

| 4 |

| 4 |

| 3 |

| 9 |

| 5 |

| 5 |

| 9 |

| 8 |

| 6 |

| 13 |

| 8 |

| 14 |

| 6 |

| 3 |

| 8 |

| 7 |

| - |

| 4 |

| 7 |

| 4 |

| 4 |

| 15 |

| 1 |

| 8 |

| 12 |

| 6 |

| 7 |

| 3 |

| 9 |

| 3 |

| Premjer-Liga | FNL |

## In Europa
Dinamo Moskou speelt sinds 1968 in diverse Europese competities. Hieronder staan de competities en in welke seizoenen de club deelnam:
- Champions League (1x)

2009/10
- Europa League (4x)

2009/10, 2012/13, 2014/15, 2020/21
- Europacup II (5x)

1971/72, 1977/78, 1979/80, 1984/85, 1995/96
- UEFA Cup (13x)

1974/75, 1976/77, 1980/81, 1982/83, 1987/88, 1991/92, 1992/93, 1993/94, 1994/95, 1996/97, 1998/99, 2000/01, 2001/02
- Intertoto Cup (1x)

1997